# فریده اولادقباد
فریده اولاد قباد، چهره سیاسی اصلاح طلب و نماینده سابق مردم تهران، ری، شمیرانات، اسلامشهر و پردیس، در دهمین دوره مجلس شورای اسلامی است. او دارای مدرک کارشناسی ارشد علوم اجتماعی است.

## نماینده تهران در مجلس دهم
در دهمین دوره انتخابات مجلس شورای اسلامی، فریده اولادقباد، در لیست سی نفرهٔ ائتلاف فراگیر اصلاح طلبان: گام دوم در تهران حضور داشت و توانست با کسب ۱٬۲۶۲٬۱۱۲ رأی، در رتبهٔ هفتم تهران، وارد مجلس دهم شود. تمام سی نفر اعضای این فهرست در تهران روانه بهارستان شدند.

## سوابق
- مدرس دوره‌های ضمن خدمت فرهنگیان انجمن رهپویان آفتاب (همسران شاهد)
- عضویت در کمیته‌های آسیبهای اجتماعی و سلامت اداری
- مدرس مراکز پیش دانشگاهی
- مدیریت دبیرستانهای آموزشی[۳]

استاد دانشگاه فرهنگیان